# Willi Kaltschmitt Luján
Willi Kaltschmitt Luján (né le 13 août 1939 à San José) est un dirigeant sportif et homme d'affaires guatémaltèque, membre du Comité international olympique depuis 1988.
Diplômé en administration des affaires et en relations publiques, il est président d'une société de communication. Il a occupé le poste d'ambassadeur à Cuba de 1998 à 2000 et de commissaire du tourisme du Guatemala de 2004 à 2008. Sur le plan sportif, il a fait partie de l'équipe nationale de baseball.
Président du Comité olympique guatémaltèque de 1980 à 1992, il a représenté le CIO au sein du conseil de fondation de l’Agence Mondiale Antidopage pendant plus de 10 ans. Membre de la commission exécutive du CIO depuis 2012, il a notamment fait partie de la commission de la presse et des relations internationales.